# Sullivans Cove

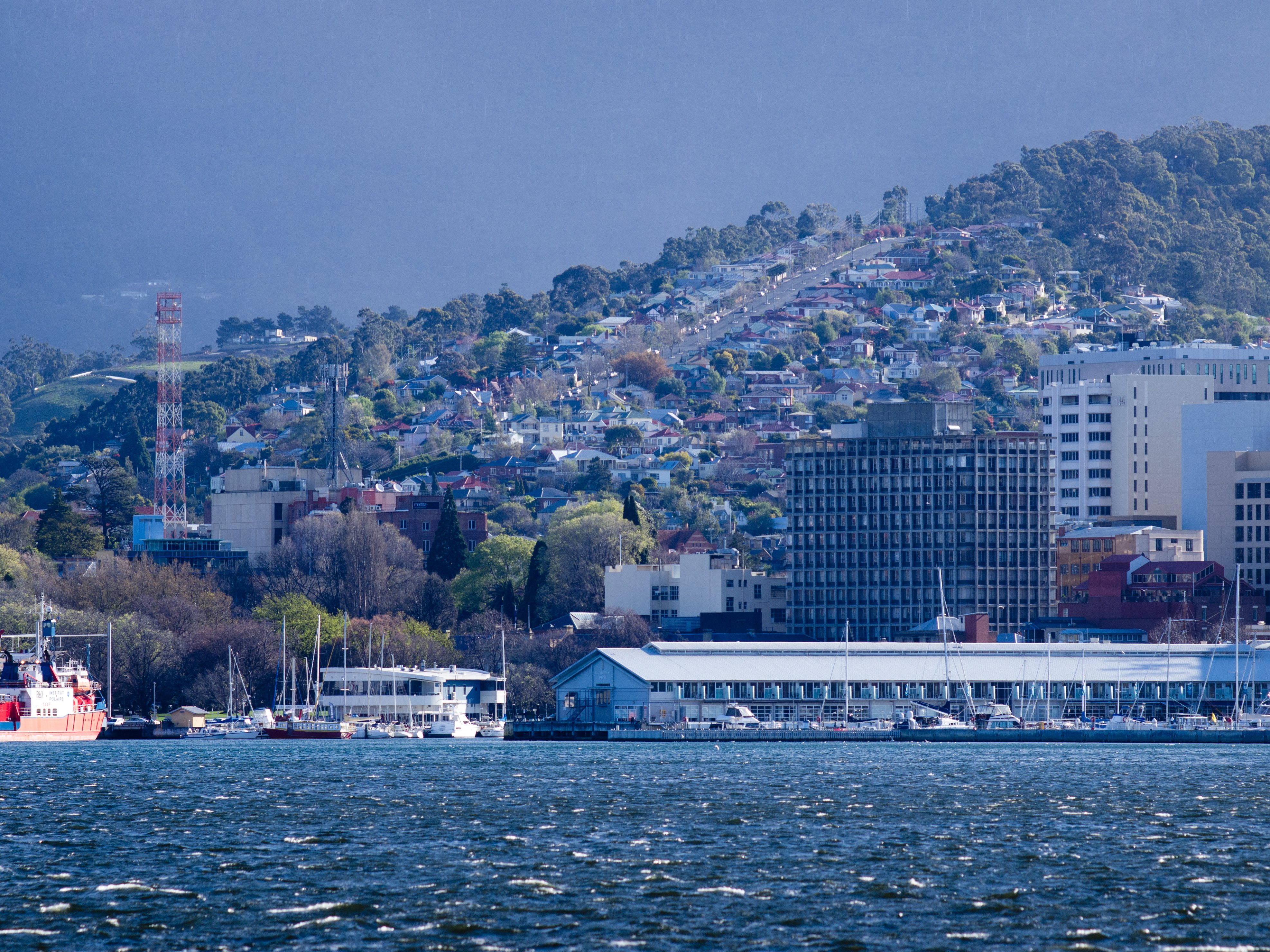
Der Hafen Sullivans Cove mit dem Elizabeth St Pier im Vordergrund

Sullivans Cove (früher Sullivan’s Cove geschrieben) wurde als Sträflingskolonie gegründet und ist heute ein Stadtteil von Hobart in Tasmanien, der am Derwent River liegt und an das Stadtzentrum von Hobart grenzt. Am 21. Februar 1804 wurde Sullivan’s Cove vom späteren Vizegouverneur David Collins als zweite Sträflingskolonie Tasmaniens gegründet, nachdem er die Sträflingskolonie Risdon Cove aufgelöst hatte.

## Geschichte
Tasmanien wurde bereits ein Jahr früher durch den Briten John Bowen mit einer Sträflingen an der Risdon Cove besiedelt. David Collins sollte mit freien Siedlern und Sträflingen von Port Phillip aus eine Siedlung am Tamar River bei Port Dalrymple an der Nordküste des Van-Diemens-Landes gründen. Dieser Ort entsprach nicht seinen Vorstellungen, deswegen segelte er bis zur Risdon Cove. In Abwesenheit von Bowen gab er diese Siedlung auf, da er auch sie für ungeeignet hielt und segelte weiter zu einer Bucht, die er als Siedlungsgebiet einer Strafkolonie auswählte. 
Die Bucht wurde nach John Sullivan, einem britischen Staatssekretär, im August 1804 benannt. Aus dieser Siedlung entwickelte sich die spätere tasmanische Hauptstadt Hobart, die nach Lord Robert Hobart benannt wurde.
1820 wurde dort das Royal Hobart Hospital gegründet, das heute 600 Betten belegen kann.

## Heute
Die ehemalige Sträflingskolonie Sullivan’s Cove entwickelte sich zum heutigen Hafengebiet von Hobart, an dem sich zahlreiche historische und moderne Gebäude befinden. Die Bucht ist heute ein Ort, der von zahlreichen Touristen aufgesucht wird.
Im heutigen Stadtteil Sullivans Cove liegt die Kunsthochschule der University of Tasmania, die Town Hall und das Maritime Museum.
Zur Gestaltung der Wasserfrontlinie des Hafens gab es 2006 einen internationalen Wettbewerb, an dem zahlreiche internationale und nationale Architekten teilnahmen.

## Name
Unter Sullivans Cove Whisky wird seit 1994 am Derwent River ein Single Malt Whisky in diesem 
Stadtteil destilliert.